# Рио Мијаичи
Рио Мијаичи (јап. 宮市 亮; 14. децембар 1992) јапански је фудбалер.

## Каријера
Током каријере је играо за Фајенорд Ротердам, Болтон вондерерси, Твенте и многе друге клубове.

## Репрезентација
За репрезентацију Јапана дебитовао је 2012. године. За тај тим је одиграо 5 утакмице.

## Статистика
| Јапан  | Јапан   | Јапан  |
| Година | Наступи | Голови |
| ------ | ------- | ------ |
| 2012.  | 2       | 0      |
| 2022.  | 3       | 0      |
| Укупно | 5       | 0      |